# Pfauenaugenkärpfling
Der Pfauenaugenkärpfling oder Schwarzbindenkärpfling (Poecilia picta, Syn.: Acanthophacelus melanzonus, Lebistes picta, Micropoecilia picta) ist ein Fisch aus der Unterfamilie der Lebendgebärenden Zahnkarpfen in der Familie Poeciliidae. Er kommt von Trinidad über den Osten Venezuelas, dem Demerara River in Guyana bis zur Amazonasmündung in Brasilien vor, und lebt dort vor allem im küstennahen Brackwasser, geht aber auch in weiches Süßwasser weit ins Landesinnere. In seinem Verbreitungsgebiet lebt er sympatrisch mit dem sehr ähnlichen Guppy (Poecilia reticulata).

## Merkmale
Weibliche Pfauenaugenkärpflinge erreichen eine Länge von 4 bis 5,5 Zentimeter, Männchen werden 2 bis 3 Zentimeter lang. Insgesamt ähnelt der Zahnkarpfen in seinem äußeren Erscheinungsbild den Wildformen des Guppys. Männchen sind kleiner, schlanker und farbenprächtiger, in der Zeichnung aber sehr variabel, als die Weibchen, die vor allem im Bauchumfang kräftiger sind und einen dunklen Trächtigkeitsfleck im Analbereich haben. Außerdem haben die Männchen ein Gonopodium, also eine zum Begattungsorgan umgeformte Afterflosse. Die Rückenflosse wird von sechs, die Afterflosse der Weibchen von neun Flossenstrahlen gestützt. Weibchen sind olivgrau und zeigen den für die Untergattung Micropoecilia typischen schwarzen Fleck im oberen Körperdrittel. Die hintere Körperhälfte der Männchen ist bläulich und mit schwarzen und orangen Punkten und Flecken versehen. Körperseiten und Rückenflosse sind vielfarbig, die Rückenflosse ist mit einem schwarzen Rand und einem Augenfleck versehen. Das Zeichnungsmuster variiert stark zwischen den Tieren aus unterschiedlichen Verbreitungsgebieten.
Der Pfauenaugenkärpflinge zeigt ebenso wie Poecilia branneri bei der Balz ein als Schnatterbalz bezeichnetes Verhalten, das sich im blitzschnellen Öffnen und Schließen des Mauls zeigt und an das Schnattern von Gänsen erinnert.

## Aquaristik
Der Pfauenaugenkärpfling wurde 1939 als Micropoecilia melanzonus erstmals nach Deutschland eingeführt, wurde in der Aquaristik aber nicht so beliebt wie der Guppy. Später wurde die Art vor allem als Wildguppy importiert. Heute gibt es stabile Aquarienpopulationen.